# IFK Timrå
Der IFK Timrå ist ein schwedischer Fußballverein. Der dem Sportbund Idrottsföreningen Kamraterna angehörende Klub entstand als Abspaltung der Fußballabteilung des Timrå IK. Die Vorgängervereine des heute unterklassig antretenden Klubs waren mehrere Spielzeiten in der zweithöchsten schwedischen Spielklasse vertreten. 

## Geschichte
Die Wurzeln des Klubs reichen zum 11. Mai 1928 zurück, als sich der älteste Vorgänger unter dem Namen Wifstavarvs IK gründete. Kurze Zeit später entstand der Östrands IF. Beide Klubs schlossen sich 1942 zu Wifsta/Östrands IF zusammen. Während sich die Eishockeyabteilung in den 1950er Jahren zu einer Erstligamannschaft entwickelte, rückte auch die Fußballabteilung analog zum Ortsrivalen Fagerviks GF in die Nähe des höherklassigen Sports. Während dieser 1958 in die Zweitklassigkeit aufstieg, folgte Wifsta/Östrands IF ein Jahr später. Für beide Mannschaften dauerte der Aufenthalt in der zweithöchsten schwedischen Spielklasse eine Spielzeit, ehe sich beide im mittleren Ligabereich der dritten Liga etablierten.
Anfang der 1960er Jahre schlossen sich die beiden Ortsrivalen zum Wifsta/Östrand–Fagerviks IF zusammen, der sich in den folgenden Spielzeiten in der dritten Liga hielt. 1966 gab sich der Fusionsklub einen neuen Namen und trat fortan als Timrå IK an. Unter dem neuen Namen rückte die Mannschaft in den vorderen Ligabereich vor und zog 1970 als Staffelsieger der Division 3 Södra Norrland Övre in die Aufstiegsspiele zur zweiten Liga ein. Dort traf sie auf Bodens BK, Kubikenborgs IF und Gimonäs CK. Mit jeweils einem Sieg, einem Remis und einer Niederlage stieg sie als Zweiter der Gruppe auf.
Wie bei den Vorgängerklubs währte der Zweitligaaufenthalt eine Spielzeit. Mit drei Saisonsiegen beendete der Klub die Saison mit sechs Pluspunkten abgeschlagen als Tabellenletzter und stieg gemeinsam mit Ljusdals IF, Sandåkerns SK, Lycksele IF und Mitaufsteiger Bodens BK wieder ab. Dem Abstieg folgte der Absturz in die Viertklassigkeit, wo die Mannschaft auch anfangs in Abstiegsgefahr geriet. Im Laufe der 1970er Jahre etablierte sie sich jedoch im mittleren Tabellenbereich. 
1978 löste sich der Klub in seine einzelnen Abteilungen auf, ein eigenständiger Fußballverein entstand unter dem Namen IFK Timrå. Dieser geriet Anfang der 1980er Jahre in den Abstiegskampf und stieg 1984 in die Fünftklassigkeit ab. Nach mehreren Jahren in den Niederungen des schwedischen Amateurfußballs glückte 1998 die Rückkehr in die vierte Liga, in der die Mannschaft in ihrer ersten Spielzeit die Staffel dominierte und den Durchmarsch in die dritte Liga bewerkstelligte. Dem sofortigen Wiederabstieg als Tabellenletzter folgte der abermalige Aufstieg mit 16 Siegen in 22 Saisonspielen. Dieses Mal hielt sich die Mannschaft und erreichte 2004 als Staffelzweiter der Division 2 Norrland hinter Umeå FC das beste Ergebnis der jüngeren Vereinsgeschichte. Als Tabellenneunter in der anschließenden Spielzeit wurde der Klub Opfer einer Ligareform und wurde der nun viertklassigen Division 2 Norrland zugeteilt.
Als Absteiger dominierte IFK Timrå die Viertligastaffel und stieg mit 19 Siegen aus 22 Spielen und elf Punkten Vorsprung auf Vizemeister IFK Luleå in die Division 1 auf. Hier gelang der Mannschaft nur ein Saisonsieg und mit zwanzig Punkten Rückstand auf den von Valsta Syrianska IK belegten letzten Nichtabstiegsplatz stieg der Klub gemeinsam mit Skiljebo SK ab. Wiederum folgte ein Absturz und die Mannschaft wurde in die Fünftklassigkeit durchgereicht.